# Тиде, Йорн
Йорн Тиде (нем. Jörn Thiede; 14 апреля 1941, Берлин — 15 июля 2021, Киль) — немецкий учёный-геолог и палеоклиматолог.
Автор свыше 200 статей и более 20 монографий.

## Биография
Родился 14 апреля 1941 года в Берлине.
Учился в разных школах Германии, в 1960 году окончил гимназию в Киле. Проходил службу в западногерманской группе войск в 1960—1962 годах. С 1962 по 1971 год продолжил своё образование, изучая геологию и палеонтологию в университетах Киля, Буэнос-Айреса и Вены. В 1967 году получил степень магистра в университете Киля. В 1971 году в этом же университете подготовил и защитил кандидатскую диссертацию на тему о планктонных фораминиферах иберо-марокканской материковой окраины.
В 1967—1973 годах Тиде занимался научными исследованиями и преподавательской деятельностью в университете Аархуса (Дания, 1967—1973) и университете Бергена (Норвегия, 1973—1974). В 1974 году учёный уехал в США и преподавал океанологию в университете Орегона. В 1977 году он принял предложение занять кафедру исторической геологии в университете Осло, где проработал по 1982 год. В 1982 году Йорн Тиде вернулся в Киль, здесь в университете получил должность профессора палеонтологии и исторической геологии. В 1987 году он возглавил факультет палеоокеанологии и стал первым директором созданного по его инициативе Научно-исследовательского центра морской геологии (GEOMAR) при университете Киля.
В 1997—2007 годах работал на посту директора Института полярных и морских исследований имени А. Вегенера в Бремерхафене. С 2007 года — профессор Университетского центра в Лонгйире на острове Шпицберген.
22 мая 2003 года он был избран иностранным членом Российской академии наук (РАН) по специальности «морская геология». Решением учёного совета Санкт-Петербургского государственного университета 16 февраля 2004 года Йорну Тиде было присвоено звание почётного доктора
Скончался 15 июля 2021 года в городе Киле.

## Награды и другие заслуги
- Йорн Тиде удостоен государственных наград Германии (орден «За заслуги перед Германией», 1995) и Франции (орден «За заслуги», 2008 — за вклад в развитие франко-немецкого научного сотрудничества).
- Удостоен премии Готфрида Вильгельма Лейбница Немецкого фонда научных исследований (1989) и медали Штилле Немецкого геологического общества (2003).
- В 1984 году получил медаль Стено Датского геологического общества. В 1994 году Геологическое общество Лондона наградило его медалью Мурчисона.
- Обладатель Гран-при князя Монако Альбера I за океанографические исследования (1998).
- Член Академии наук и литературы в Майнце (1991). Почётный профессор университета Бремена (1998).
- Избран в состав Норвежской академии наук и литературы (1988), Королевской академии наук и литературы Дании (1994), Европейской академии (1994). Почётный член Европейского союза геологических наук (1997).